# Sielsowiet Gudziewicze
Sielsowiet Gudziewicze (biał. Гудзевіцкі сельсавет, ros. Гудевичский сельсовет) – sielsowiet na Białorusi, w obwodzie grodzieńskim, w rejonie mostowskim, z siedzibą w Gudziewiczach.
Według spisu z 2009 sielsowiet Gudziewicze zamieszkiwało 1525 osób, w tym 1077 Białorusinów (70,62%), 392 Polaków (25,70%), 35 Rosjan (2,30%), 12 Ukraińców (0,79%) i 9 osób innych narodowości. Do 2019 liczba ludności zmniejszyła się do 1375 osób.

## Historia
W II Rzeczypospolitej miejscowości obecnego sielsowietu Gudziewicze należały w większości do gminy Gudziewicze. Wyjątkami były Ogryzki, które wówczas wchodziły w skład gminy Wołpa oraz Towściki należące do gminy Łunna.
28 sierpnia 2013 do sielsowietu Gudziewicze przyłączono wieś Towściki, należącą dotychczas do sielsowietu Łunna.

## Miejscowości
- agromiasteczko:
  - Gudziewicze
- wsie:
  - Ciniewicze
  - Dublany
  - Kulowszczyzna
  - Latki
  - Mitkiewicze
  - Nacewicze
  - Odźwierna
  - Ogryzki
  - Ostrów
  - Piłki
  - Radziewicze
  - Siedzieniewicze
  - Siemaszki
  - Siemierenki
  - Struga
  - Towściki